# Autòdrom

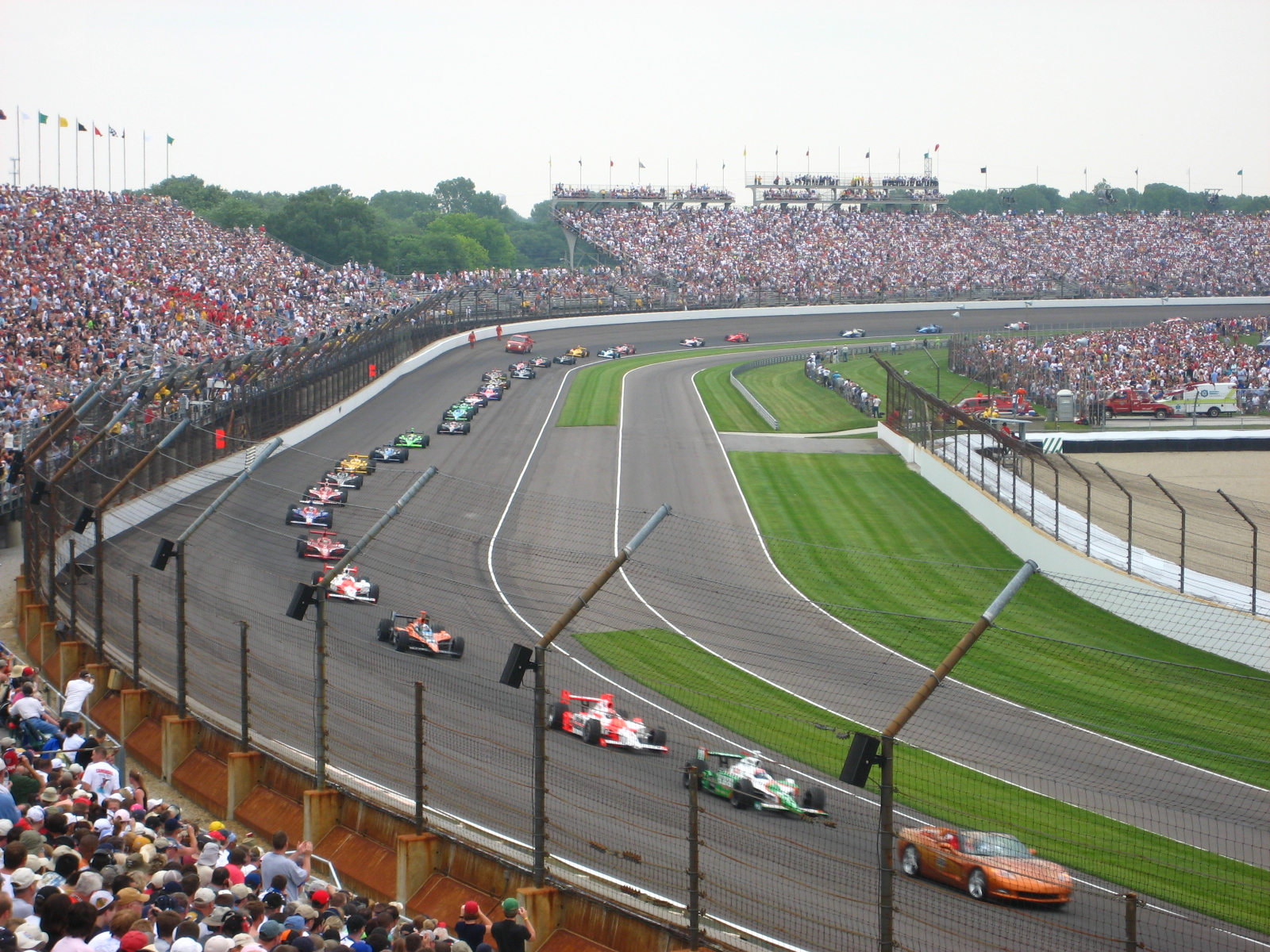
L'autòdrom d'Indianapolis

Un autòdrom és un circuit de curses pavimentat amb materials com ara asfalt i formigó, dissenyat específicament per a competicions d'automobilisme i motociclisme. Els autòdroms es distingeixen dels circuits semipermanents, que es fan servir per a certes curses durant un període limitat (com és el cas dels circuits urbans o els ubicats temporalment en aeroports) pel fet de ser equipaments permanents que es poden fer servir durant tot l'any. Les competicions d'automobilisme i de motociclisme de velocitat fan servir majoritàriament autòdroms. Com que estan fets "a mida", les escapatòries són més àmplies i la pista sol ser menys estreta i rugosa que en circuits semipermanents, cosa que implica més seguretat en cas d'accidents. Un altre avantatge pel que fa a altres tipus de circuits són les instal·lacions per al públic, que inclouen serveis higiènics i mèdics, tribunes i estacionaments, i en alguns casos també hotels i restaurants.
Al llarg de la dècada del 2000, la Fórmula 1 ha anat incorporant cada cop més circuits temporals en detriment dels autòdroms. A la temporada 2010 no es van celebrar en autòdroms els Grans Premis d'Austràlia, Corea, Mònaco, Canadà, Bèlgica, Singapur ni Europa.